# Albert Cuny
Pour les articles homonymes, voir Cuny.
Albert Cuny, né le 16 mai 1869 à Saint-Dié et mort le 21 mars 1947 à Bordeaux, est un linguiste français connu pour ses tentatives d'établir des correspondances phonologiques  entre les langues indo-européennes et les langues sémitiques ainsi que pour ses contributions sur la théorie des laryngales.

## Biographie
Albert Cuny suit les cours à Paris au Collège de France. Il fut l'élève du linguiste Antoine Meillet. Il suivit son enseignement en se spécialisant dans le domaine des études indo-européennes.
En 1901, il passa l'agrégation de grammaire et devint enseignant au lycée de Tulle. Puis réussit le doctorat en 1907 avec sa thèse sur le nombre duel en grec. Il devint d'abord maître de conférence à la faculté des lettres de l'université de Bordeaux.
En 1910 et jusqu'à sa retraite officielle de l'enseignement en 1937, Albert Cuny fut professeur de latin, de sanskrit et de grammaire comparée à l'université de Bordeaux.
Albert Cuny travailla sur la théorie des laryngales qui est une hypothèse initialement proposée par le linguiste suisse Ferdinand de Saussure, puis reprise et améliorée par le Danois Hermann Møller pour expliquer certains traits du vocalisme en indo-européen et en proto-indo-européen.
Albert Cuny était membre correspondant de l'Académie des inscriptions et belles-lettres et ami de son président Edmond Faral qui lira l'éloge funèbre lors de la séance de l'Académie du 11 avril 1947. Il contribua par ses nombreux articles à la revue des langues anciennes.
L’Académie des inscriptions et belles-lettres lui décerne le prix Thorlet en 1944 pour l'ensemble de ses travaux linguistiques.

## Travaux
- Le nombre duel en grec, thèse de doctorat, Paris, Klincksieck, 1906.
- « Indo-européen et sémitique », Revue de phonétique, 1912, n⁰ 2, p. 101–103.
- « Notes de phonétique historique : Indo-européen et sémitique », Revue de phonétique, 1914, n⁰ 2, p. 101–134.
- Études prégrammaticales sur le domaine des langues indo-européennes et chamito-sémitiques, Paris, Société de Linguistique de Paris, 1924.
- Du genre grammatical en sémitique, coécrit avec Michel Féghali, Paris, Geuthner, 1924.
- La catégorie du duel dans les langues indo-européennes et chamito-sémitiques, Bruxelles, Lamertin, 1930.
- « Contribution à la phonétique comparée de l'indo-européen et du chamito-sémitique », Bulletin de la société de linguistique, 1937, n⁰ 32, p. 1–28.
- « Chamito-sémitique et indo-européen : histoire des recherches », dans Mélanges J. van Ginneken, Paris, Klincksieck, 1937, p. 141–147.
- Recherches sur le vocalisme, le consonantisme et la formation des racines en « nostratique », ancêtre de l'indo-européen et du chamito-sémitique, Paris, Adrien-Maisonneuve, 1943.
- Invitation à l'étude comparative des langues indo-européennes et des langues chamito-sémitiques, Bordeaux, Bière, 1946.